# Latto
艾莉莎·米歇爾·斯蒂芬斯（英語：Alyssa Michelle Stephens，1998年12月22日—），藝名為Latto，是一位美國說唱歌手。她於2016年首次亮相於傑梅因·杜普里的電視真人秀《說唱遊戲》，在節目中她被冠以“黑白混血小姐”的稱號，並贏得了該節目的第一季，但她選擇拒絕了因勝出該節目而提供的唱片合約。
在2019年發行單曲《Bitch from da Souf》後，Latto與RCA唱片公司簽約。這首歌與說唱歌手薩維蒂和Trina的混音版本一同登上了公告牌百強單曲榜的第95位。在2020年，Latto推出了與古馳·馬恩合作的後續單曲《Muwop》。這兩首歌曲都獲得了白金認證，並被收錄在Latto的首張專輯《Queen of da Souf》（2020年）中。隨著她的第二張錄音室專輯《777》（2022年）中主打單曲《Big Energy》的發行，Latto在主流音樂領域取得了突破，該專輯在Billboard Hot 100排行榜上名列第三。在2023年，Latto在該專輯中首次奪得冠軍單曲。憑藉柾國的單曲《Seven》，她成功進入了熱門100強榜，並且進入了Billboard Global 200強榜。
Latto曾於2020年BET嘻哈獎中獲得最佳新嘻哈藝術家提名，並於2022年公告牌音樂獎中獲得最佳說唱女藝術家提名。她也是2020年XXL新生班的成員。在2021年2月，她被評選為MTV全球月度推動藝人，並於2022年贏得了BET最佳新人獎。此外，Latto還獲得了最佳新人獎、Video For Good獎，以及在2022年MTV音樂錄影帶大獎中的最佳嘻哈獎。
她的單曲《Big Energy》於2022年BET嘻哈獎中獲得年度歌曲獎，而專輯《777》則獲得年度嘻哈專輯提名。同時，她也入選了2023年格萊美獎最佳新人獎的提名名單。

## 早年生活
艾莉莎·米歇爾·斯蒂芬斯於1998年12月22日出生於俄亥俄州哥倫布市。她是米斯蒂·皮茨（Misti Pitts）和謝恩·斯蒂芬斯（Shayne Stephens）的女兒。她在佐治亞州克萊頓縣洛夫喬伊高中就讀。雖然她的母親是白人，而親生父親則是非裔美國人，然而斯蒂芬斯在學校因皮膚顏色而受到欺負。這個經驗激勵了她後來在選擇以藝名「混血兒小姐」（Mulatto）開始她的說唱事業，這個名字在「混血兒」種族分類後成為她的象徵。
自從十歲時，斯蒂芬斯就決定要成為一名說唱歌手，並開始創作自己的說唱歌曲。在踏入音樂界之前，她還參加過飆車比賽。

## 個人生活
2017年，Latto在佐治亞州瓊斯伯勒開設了自己的商店Pittstop Clothing。
2019年5月，Latto因被誤認為是另一名女性而遭到盜竊指控並被捕。她推出了一首名為《Fuck Rice Street》的歌曲，以證明自己的清白並表達對警方的憤怒情緒
。

## 外部連接
- 官方网站